# Treno in arrivo
Treno in arrivo (I'm Just Wild About Jerry) è un film del 1965 diretto da Chuck Jones e Maurice Noble. È il dodicesimo dei 34 cortometraggi animati della serie Tom & Jerry prodotti da Jones con il suo studio Sib-Tower 12 Productions. Venne distribuito dalla Metro-Goldwyn-Mayer il 7 aprile del 1965. Il titolo originale del cortometraggio è un gioco di parole della popolare canzone degli anni '20 I'm Just Wild About Harry.

## Trama
È notte e Tom insegue Jerry sulle scale antincendio di un palazzo, fino ad arrivare sulle strade della città. Qui Jerry fa scivolare Tom con un pattino, facendolo finire su delle rotaie, dove viene investito due volte da un treno. Nel mentre Jerry entra in un grande magazzino per sfuggire a Tom, ma quest'ultimo lo insegue. Nel reparto giocattoli i due animali si danno battaglia con dei camion radiocomandati; in seguito Jerry tenta di nascondersi tra dei topolini giocattolo uguali a lui, ma Tom lo trova facilmente. Quest'ultimo porta così Jerry nel reparto sportivo, dove lo usa come pallina per giocare a ping pong. Jerry però finisce nella rete, quindi prende una mazza da croquet con cui colpisce Tom, facendolo finire in un tubo. Dopo un lungo percorso, Tom viene proiettato fuori dal tubo, rischiando di schiantarsi al suolo, ma Jerry lo fa rimbalzare con una molla, facendolo finire fuori dal grande magazzino. Tom si ferma di nuovo sulle rotaie, dove sta arrivando il treno, che tuttavia gli passa vicino senza toccarlo; infatti Jerry aveva azionato lo scambio, salvando Tom. Come ricompensa per la sua buona azione, Jerry ottiene un'aureola e delle ali da angelo, con le quali vola via felice nella notte.